# Podkomorzy nadworny koronny
Podkomorzy nadworny koronny lub też podkomorzy wielki koronny, podkomorzy nadworny (łac. succamerarius, praefectus cubiculi) – urząd dworski I Rzeczypospolitej, stojący wysoko w hierarchii urzędów – zaraz po marszałku nadwornym.
Podkomorzy nadworny czuwał nad bezpieczeństwem osobistym monarchy i opiekował się jego apartamentami, będąc jednocześnie zastępcą marszałka nadwornego i zwierzchnikiem służby pokojowej.  Uważano go za stróża moralności i dobrych obyczajów na dworze. Był stale obecny przy osobie monarchy, co czyniło z niego osobę niezwykle wpływową. Podkomorzy stawał się często faworytem króla. Ustalał tryb i czas audiencji królewskich, mając wpływ na dopuszczenie przed majestat władcy.
W związku ze wzrostem znaczenia podkomorzego jako przybocznego urzędnika królewskiego, niektóre jego funkcje (opieka nad pokojami itp.) przejęli niżsi urzędnicy (łożniczy), którzy często przywłaszczali sobie tytuł podkomorzego, w związku z tym zaczął posługiwać się tytułem podkomorzego najwyższego łac. supremus succamerarius). W czasach Stanisława Augusta Poniatowskiego urząd podkomorzego wyparli szambelanowie.
Jego odpowiednikiem w Wielkim Księstwa Litewskiego (podkomorzy nadworny litewski).